# Campagne d'Alençon
La campagne d’Alençon ou Marches est un pays de Normandie.

## Référence
- Lucien Gallois, Régions naturelles et noms de pays, Paris, Armand Colin, 1908.